# Zidarići
Zidarići su priobalno naselje u Hrvatskoj u sastavu općine Malinske – Dubašnice. Nalaze se u Primorsko-goranskoj županiji.

## Zemljopis
Nalaze se na otoku Krku. Jugozapadno je Turčić, zapadno su Vantačići, sjeverozapadno je Porat, istočno su Milčetići i Kremenići, sjeveroistočno su Bogovići, Malinska i Radići, jugoistočno su Žgombići, Milovčići, Ljutići i Oštrobradić, južno-jugoistočno je Sveti Anton, južno-jugozapadno su Sabljići.

## Stanovništvo
| broj stanovnika | 66    | 73    | 70    | 70    | 66    | 67    | 79    | 85    | 63    | 58    | 64    | 52    | 50    | 43    | 68    | 110   | 142   |
|                 | 1857. | 1869. | 1880. | 1890. | 1900. | 1910. | 1921. | 1931. | 1948. | 1953. | 1961. | 1971. | 1981. | 1991. | 2001. | 2011. | 2021. |